# Saint-Christophe (Vienne)
Saint-Christophe ist eine französische Gemeinde mit 278 Einwohnern (Stand: 1. Januar 2022) im Département Vienne in der Region Nouvelle-Aquitaine (vor 2016 Poitou-Charentes); sie gehört zum Arrondissement Châtellerault und zum Kanton Châtellerault-2 (bis 2015 Kanton Saint-Gervais-les-Trois-Clochers). 

## Geographie
Saint-Christophe liegt etwa 43 Kilometer nördlich von Poitiers. Umgeben wird Saint-Christophe von den Nachbargemeinden Faye-la-Vineuse im Norden und Nordwesten, Jaulnay im Nordosten, Saint-Gervais-les-Trois-Clochers im Osten und Südosten, Sossais im Süden und Südwesten sowie Sérigny im Westen und Südwesten.

## Bevölkerungsentwicklung
| Jahr                      | 1962 | 1968 | 1975 | 1982 | 1990 | 1999 | 2006 | 2013 |
| Einwohner                 | 403  | 368  | 363  | 311  | 276  | 303  | 341  | 327  |
| Quelle: Cassini und INSEE |      |      |      |      |      |      |      |      |

## Sehenswürdigkeiten
- Kirche aus dem 12. Jahrhundert, An- und Umbauten aus dem 14. Jahrhundert, seit 1937 Monument historique

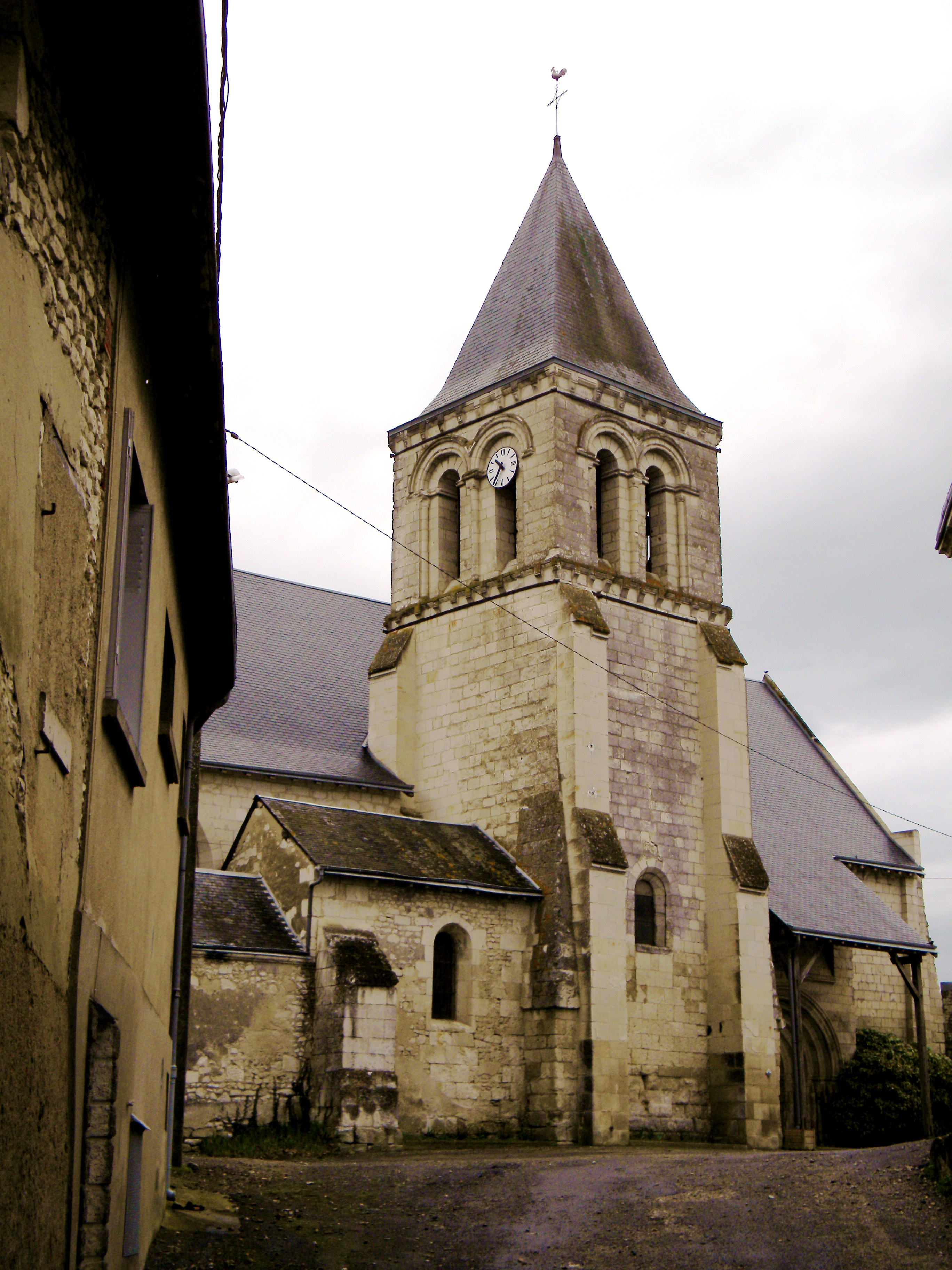
Kirche Saint-Christophe